# Eleocharis acicularis
Espèce
Classification phylogénétique
Statut de conservation UICN

 LC  : Préoccupation mineure
Eleocharis acicularis, de noms vernaculaires Scirpe épingle ou Héléocharis épingle, est une espèce de plantes herbacées du genre Eleocharis, de la famille des Cyperaceae. C'est une plante vivace en culture immergée, mais une plante annuelle en culture émergée.

## Description

### Appareil végétatif
La plante est stolonifère, à tiges très grêles (0,2-0,4 mm), tétragones, sillonnées, nues, souvent stériles, très gazonnantes, atteignant 50 cm si elles sont submergées et non florifères, 10 cm si elles sont fertiles et sur la vase. La gaine supérieure est mince, brunâtre, tronquée, un peu renflée.

### Appareil reproducteur
L'épillet fusiforme, solitaire, terminal, est long de 2-4 mm, généralement à 3-11 fleurs, brun foncé ; la glume inférieure habituellement stérile, est obtuse, inférieure à l'épillet et l'entourant, les suivantes ovales. Les soies du périgone sont généralement nulles. Il y a trois stigmates. Le fruit est un akène fusiforme, de 1 mm, blanchâtre ou brun clair, avec côtes longitudinales fines ; le stylopode est petit et subconique ; il y a parfois une soie, inférieure ou égale à l'akène. La floraison se déroule de juin à septembre.

## Habitat et écologie

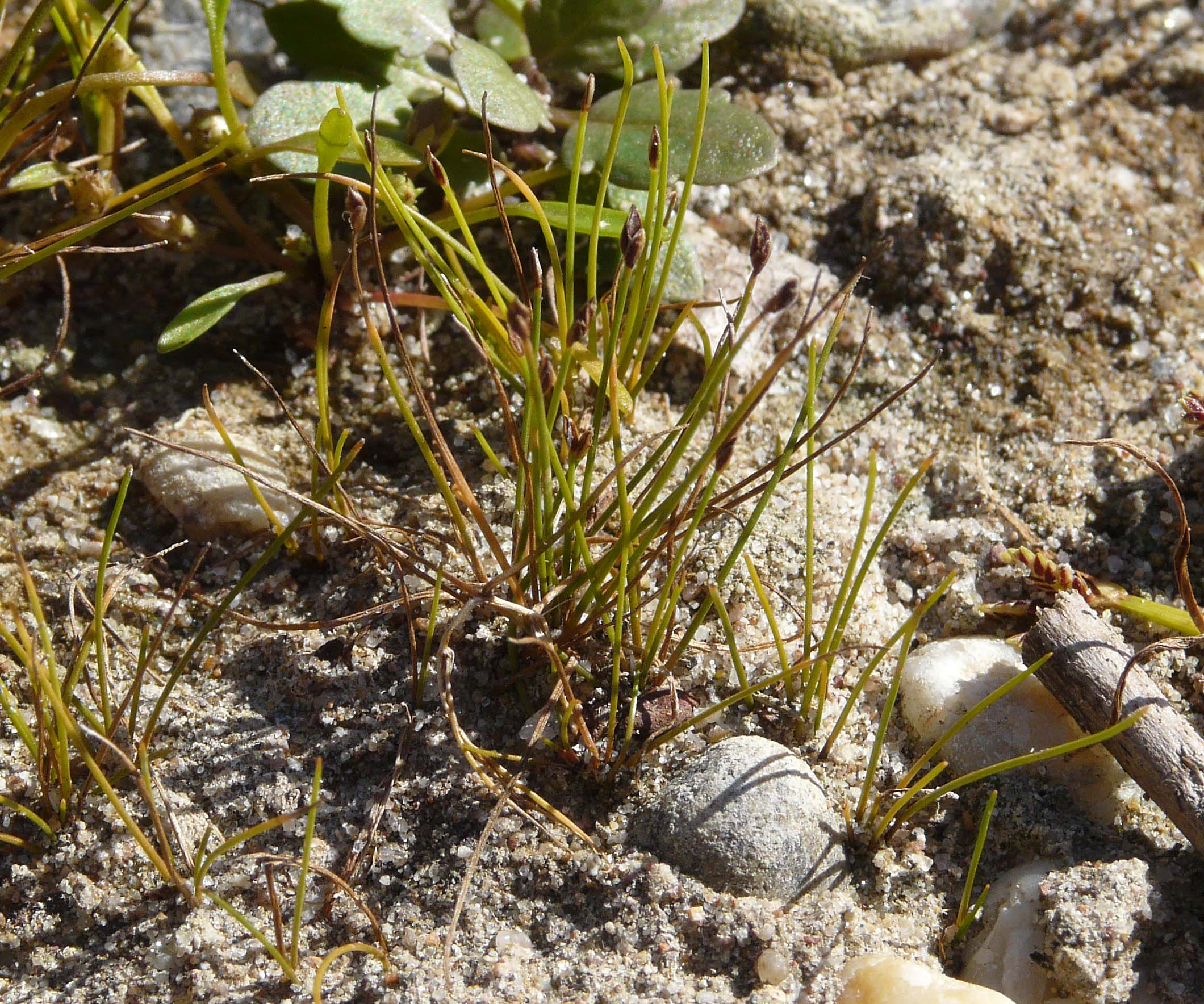
Scirpe épingle dans un peuplement de joncs nains (Isoeto nanojuncetea) sur les rives du Rheinstrandbad Rappenwört près de Karlsruhe (Allemagne).

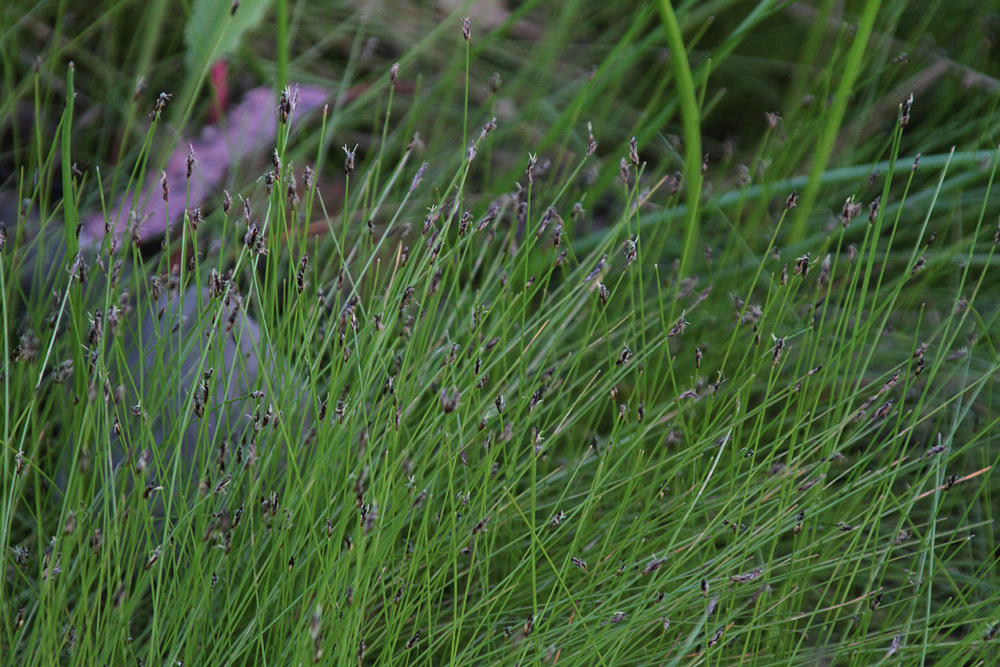
Massif de scirpes épingles.

C'est une espèce poussant souvent en populations denses. Elle habite les mares peu profondes temporaires, les sables humides et vases exondées des berges d'étangs, de lacs ou de boires mésotrophes, parfois au bord des sablières en eau ; on la trouve aussi dans les canaux, les fossés aquatiques, sur substrats siliceux ou argilo-limoneux.

## Répartition
Cosmopolite, le scirpe aiguille est très répandu en Europe, dans le centre et le sud-est de l'Asie, en Amérique du Nord et dans le nord de l'Amérique du Sud vers le sud jusqu'à l'Équateur. Eleocharis acicularis se trouve également en Australie, où la plante est probablement une espèce introduite.

## Utilisation
La plante est couramment plantée dans les aquariums,.

## Menaces et conservation
Bien qu'elle soit considéré par l'UICN comme en « préoccupation mineure » (LC), l'espèce est en régression dans une grande partie de la France. Elle est menacée par la dégradation des berges d'étangs.

## Synonymes
- Chaetocyperus acicularis (L.) Nees, 1834
- Chaetocyperus costulatus Nees & Meyen, 1843
- Chaetocyperus radicans Steud., 1855
- Chaetocyperus trichoides Steud., 1855
- Clavula acicularis (L.) Dumort., 1827
- Cyperus acicularis (L.) With., 1796
- Eleocharis acicularis (L.) Roem. & Schult. subsp. acicularis
- Eleocharis acicularis (L.) Roem. & Schult. var. acicularis
- Eleocharis acicularis var. gracilescens Svenson, 1929
- Eleocharis acicularis var. occidentalis Svenson, 1929
- Eleocharis acicularis var. porcata S.G.Sm., 2001
- Eleocharis acicularis var. submersa (Nilsson) Svenson, 1929
- Eleocharis acicularis R.Br., 1810
- Eleocharis costata J.Presl & C.Presl, 1819
- Eleogiton exigua A.Dietr., 1832
- Isolepis acicularis (L.) Schltdl., 1823
- Isolepis longifolia Steud., 1855
- Isolepis uliginosa Steud., 1855
- Limnochloa acicularis (L.) Rchb., 1835
- Mariscus acicularis (L.) Moench, 1794
- Scirpus acicularis L., 1753[5]